# Milejowice
Milejowice [pronunciación en polaco: /milɛjɔˈvit͡sɛ/] es un pueblo en el distrito administrativo de Gmina Zakrzew, dentro del Distrito de Radom, Voivodato de Mazovian, en el centro-este de Polonia. Se encuentra aproximadamente 5 kilómetros al este de Zakrzew, 7 kilómetros al noroeste de Radom, y 88 kilómetros al sur de Varsovia.